# Michaela Karl

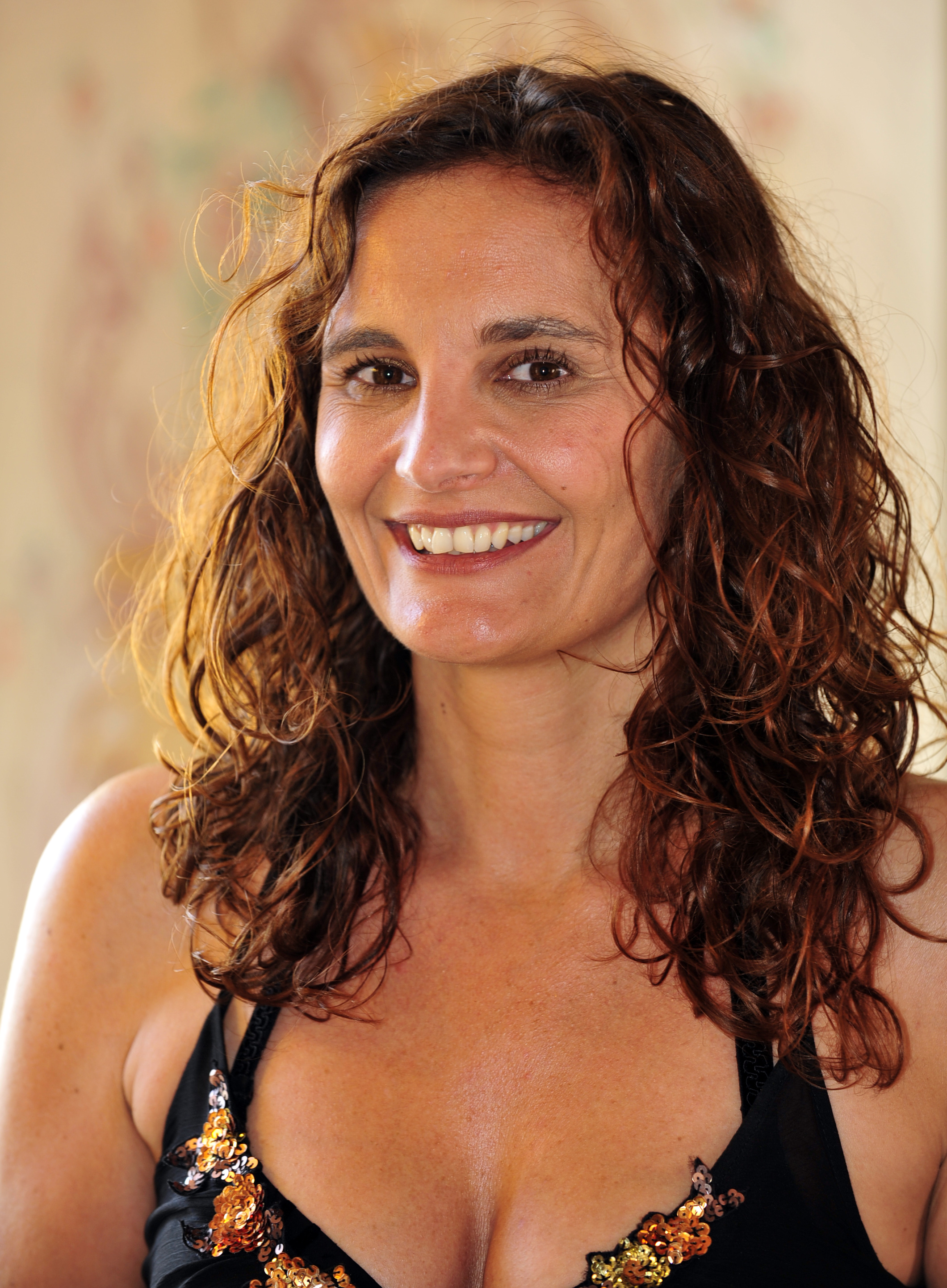
Michaela Karl, 2009

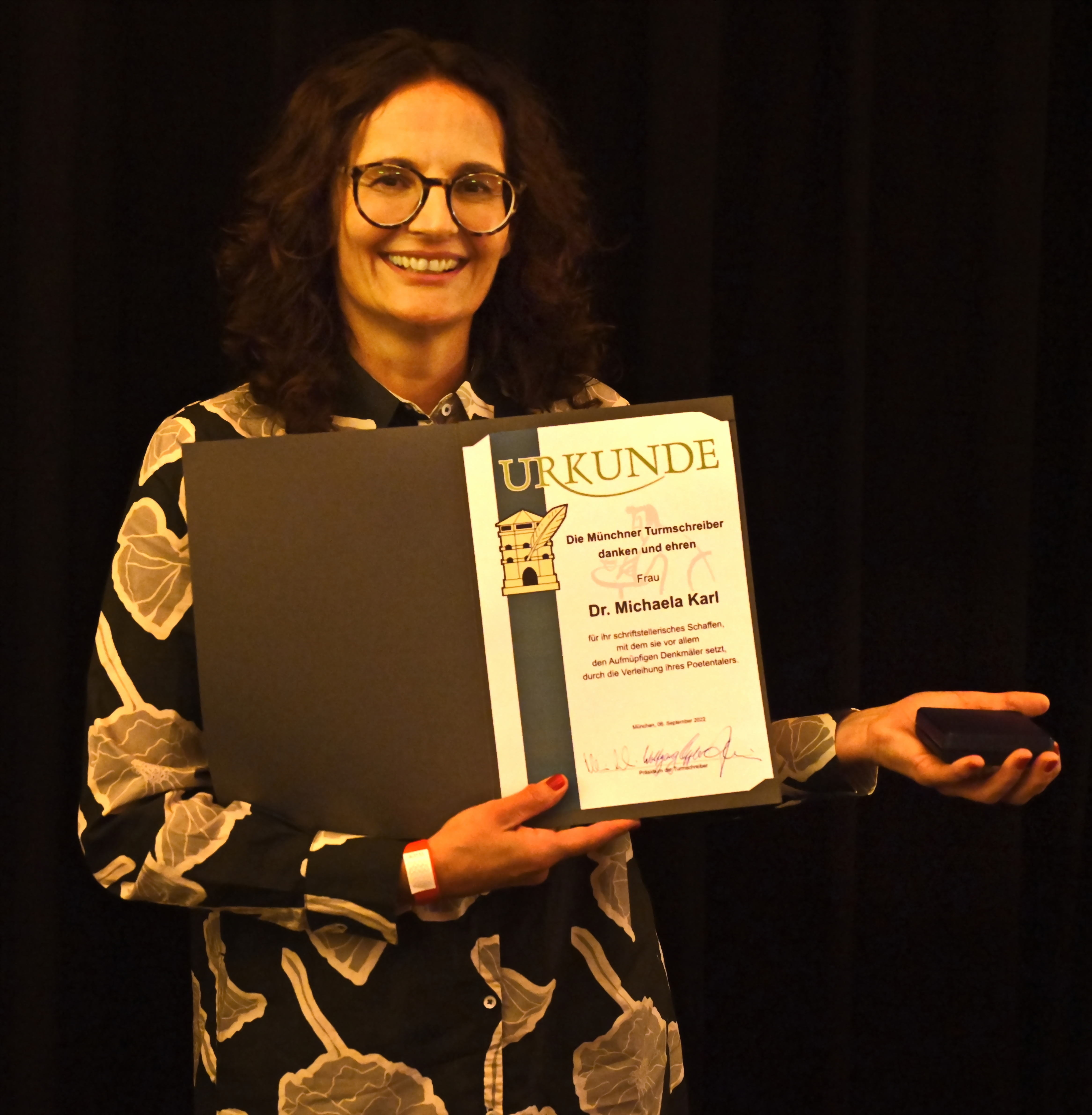
Michaela Karl mit dem Bayerischen Poetentaler, 2022

Michaela Karl (* 1971 in Straubing) ist eine deutsche Politikwissenschaftlerin und Schriftstellerin.

## Leben
Karl wuchs in der niederbayerischen Marktgemeinde Hengersberg auf. Sie besuchte das St.-Gotthard-Gymnasium (Absolvia 1991) der Nachbargemeinde Niederalteich. Nach dem Schulabschluss begann sie an der Universität Passau Politikwissenschaft, Geschichte und Psychologie zu studieren. Später wechselte sie an die Ludwig-Maximilians-Universität München und an die Freie Universität Berlin, wo sie schließlich 2001 promovierte. Mit ihrer Dissertation legte sie die erste wissenschaftliche Arbeit über Rudi Dutschke vor, die sich schwerpunktmäßig mit den von ihm propagierten theoretischen und politischen Positionen auseinandersetzt. Sie ist Lehrbeauftragte für politische Theorie an der Hochschule für Politik in München.
Neben ihrer wissenschaftlichen Arbeit entstanden weitere Bücher, in denen sie sich – auf umfangreiche Quellen gestützt – den Biografien von Rebellen und Vorkämpfern der bayerischen Geschichte widmet. In Sozialrebellen in Bayern schildert sie das Leben der drei Räuber und Volkshelden Matthias Klostermayr, Michael Heigl und Mathias Kneißl. In Bayerische Amazonen schuf sie Kurzportraits von Carry Brachvogel, Emerenz Meier, Mechtilde Lichnowsky, Lena Christ, Emmy Noether, Zenzl Mühsam, Claire Goll, Liesl Karlstadt, Therese Giehse, Carola Neher, Gret Palucca und Olga Benario, die alle emanzipiert und radikal für die Verwirklichung ihrer Ziele eingetreten sind. In ihrem Buch Die Münchner Räterepublik – Porträts einer Revolution (2008) widmete sie sich einem vergessenen Kapitel der bayerischen Geschichte, der Münchner Räterepublik in der Revolution von 1918/19.
2005 erschien mit Höllische Grüße ihr erster Roman, der 2008 mit Grüße von der Singlefront fortgesetzt wurde.
In weiteren Büchern beschäftigte sie sich erneut mit politischen Oppositionsbewegungen und deren Protagonisten: Es lebe die Weltrevolution. Deutsche Lebensläufe (2007), Wie fordern die Hälfte der Welt. Der Kampf der Suffragetten um das Frauenstimmrecht (2009), Streitbare Frauen. Porträts aus drei Jahrhunderten (2009).
Zu den Münchner Turmschreibern wurde Michaela Karl 2009 berufen. Im Juli 2010 wurde ihr Theaterstück Bayerische Amazonen im Rahmen der Europäischen Wochen uraufgeführt. Im Jahr 2020 erhielt sie den Kulturpreis Bayern. 2022 wurde sie mit dem Bayerischen Poetentaler der Münchner Turmschreiber ausgezeichnet.

## Werke
- Sozialrebellen in Bayern: Matthäus Klostermair, Michael Heigl, Mathias Kneißl. Pustet, Regensburg, 2003, 207 S., ISBN 3-7917-1827-4
- Rudi Dutschke: Revolutionär ohne Revolution. Verlag Neue Kritik, Frankfurt am Main, 2003, ISBN 3-8015-0364-X Zugleich: Berlin, Freie Univ., Diss., 2001
- Bayerische Amazonen. Pustet Regensburg 2004, ISBN 3-7917-1868-1
- Höllische Grüße. Asaro-Verlag, Ottersberg 2005, ISBN 978-3-934625-68-6
- Es lebe die Weltrevolution! Deutsche Lebensläufe. Morsak, Grafenau, 2007, ISBN 978-3-86512-019-9. Zu: Felix Fechenbach, Rosa Luxemburg, Ernst Toller, Eugen Leviné, Olga Benario, Tamara Bunke, Rudi Dutschke, Ulrike Marie Meinhof
- Bayerische Amazonen, Piper München 2008, ISBN 978-3-492-25035-1
- Die Münchner Räterepublik. Porträts einer Revolution Patmos, Düsseldorf 2008, ISBN 978-3-491-35017-5
- Grüße von der Singlefront! Briefe aus dem ganz alltäglichen Wahnsinn, Asaro, Sprakensehl 2008, ISBN 978-3-939698-70-8
- Wir fordern die Hälfte der Welt! Der Kampf der Suffragetten um das Frauenstimmrecht, Fischer, Frankfurt a. M. 2009, ISBN 978-3-596-18355-5
- Streitbare Frauen. Porträts aus drei Jahrhunderten, Residenz, St. Pölten, 2009, ISBN 978-3-7017-3150-3.
- Noch ein Martini und ich lieg unterm Gastgeber: Dorothy Parker. Eine Biografie, Residenz, St. Pölten 2011, ISBN 978-3-7017-3190-9.[2][3]
- Liesl Karlstadt. Gesichter einer Frau und Künstlerin, Verlag Friedrich Pustet, Regensburg 2011, ISBN 978-3-7917-2358-7.
- "Wir brechen die 10 Gebote und uns den Hals." Zelda und F. Scott Fitzgerald. Eine Biografie, Residenz, St. Pölten, 2011, ISBN 978-3-7017-3257-9.[4]
- Die Geschichte der Frauenbewegung, Reclam, Stuttgart 2011, ISBN 978-3-15-018788-3 (Online)
- "Ladies and Gentlemen, das ist ein Überfall!". Die Geschichte von Bonnie und Clyde, Residenz, St. Pölten, 2013, ISBN 978-3-7017-3282-1
- "Ich blätterte gerade in der Vogue, da sprach mich der Führer an." Unity Mitford. Eine Biographie. Hoffmann & Campe, Hamburg 2016, ISBN 978-3-455-50409-5
- "Ich würde so etwas nie ohne Lippenstift lesen." Maeve Brennan. Eine Biographie. Hoffmann & Campe, Hamburg 2019, ISBN  978-3-455-50414-9
- "Lasst uns tanzen und Champagner trinken – trotz alledem!" Isadora Duncan. Eine Biografie. btb, München 2021, ISBN 978-3-442-75875-3
- "Ich brauche einen Liebhaber, der mich am Denken hindert." Katherine Mansfield. Eine Biografie. btb, München 2023, ISBN 978-3-442-75876-0